# Eichholzmaar

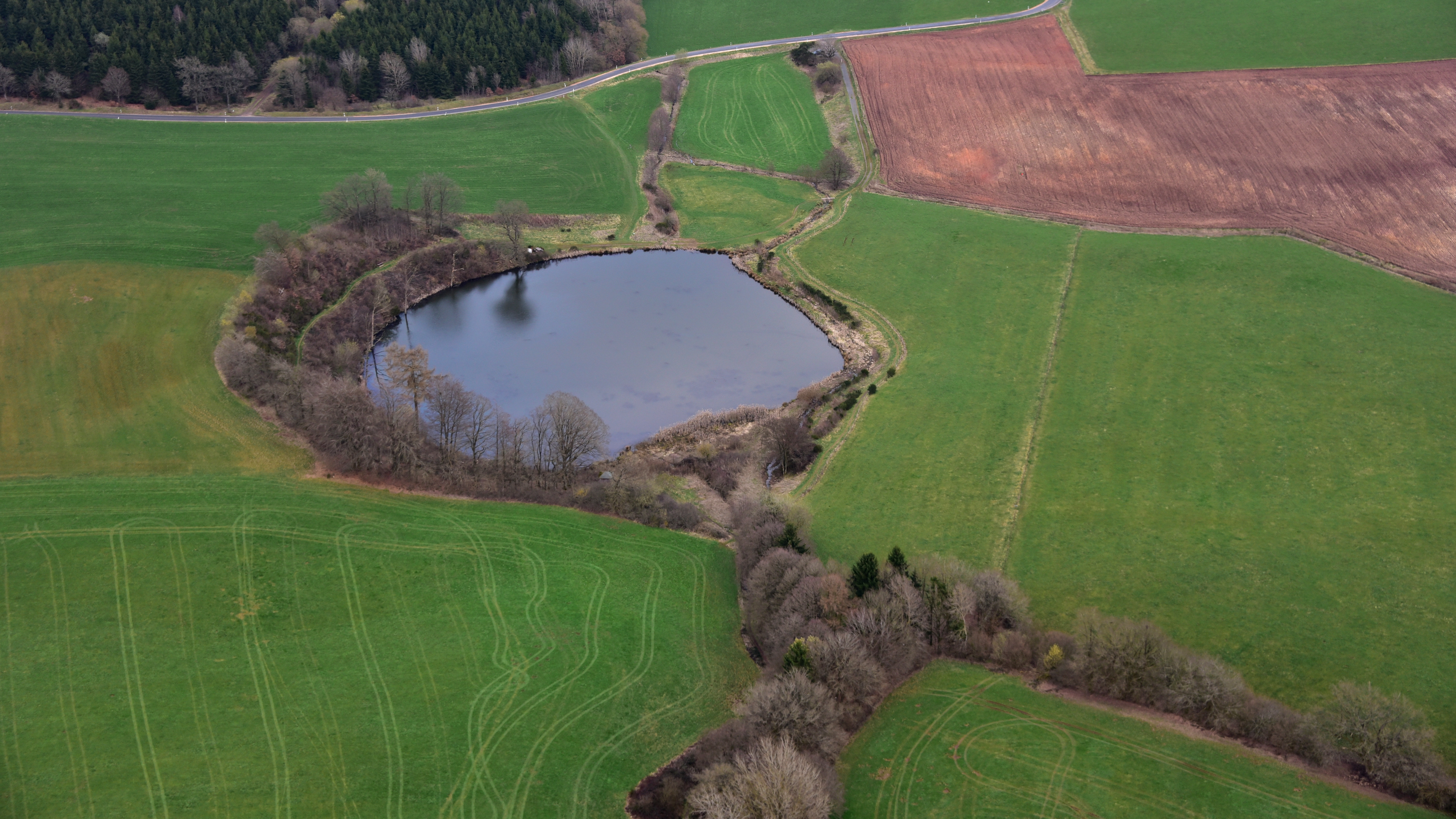
Eichholzmaar, Luftaufnahme (2016)

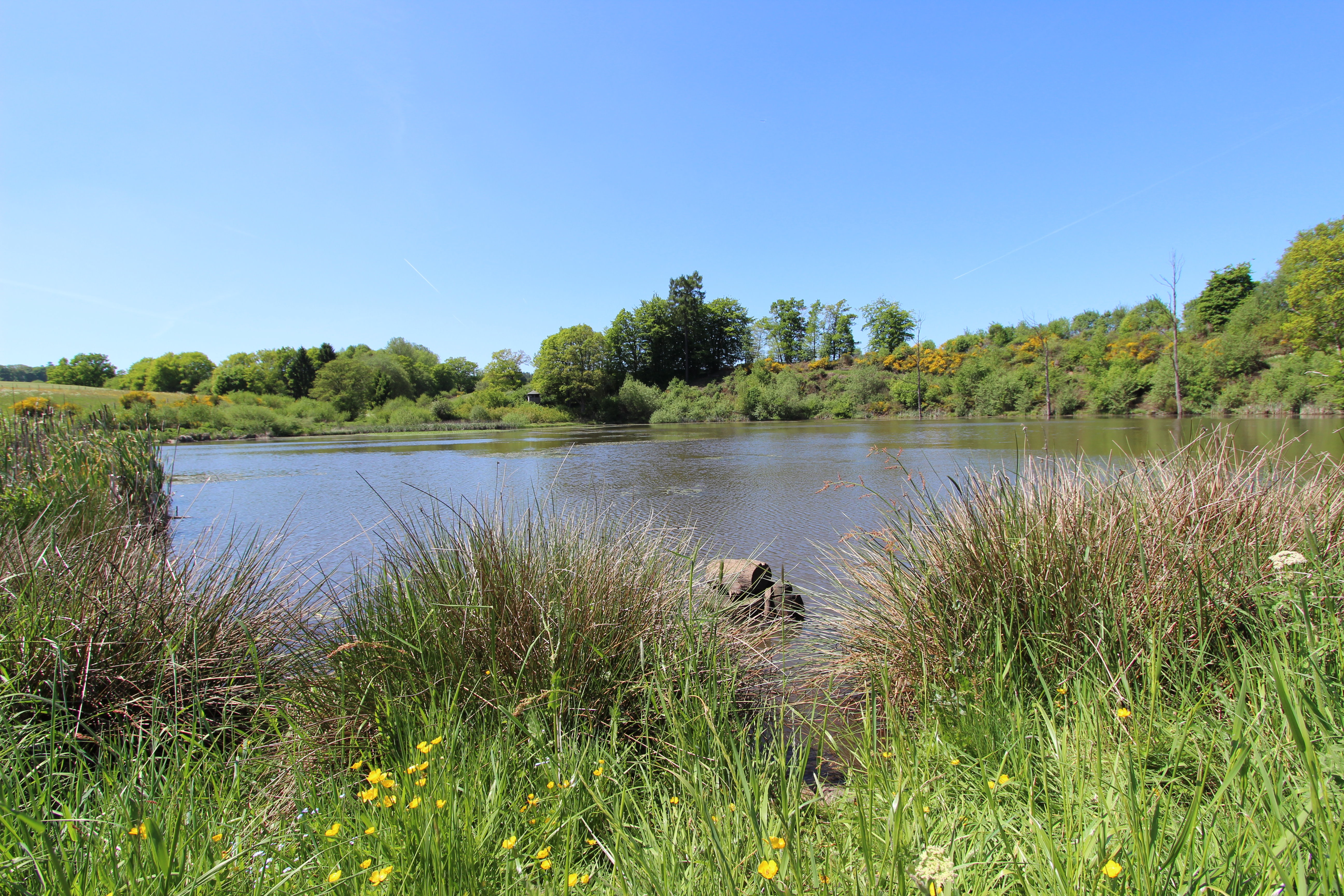
Eichholzmaar

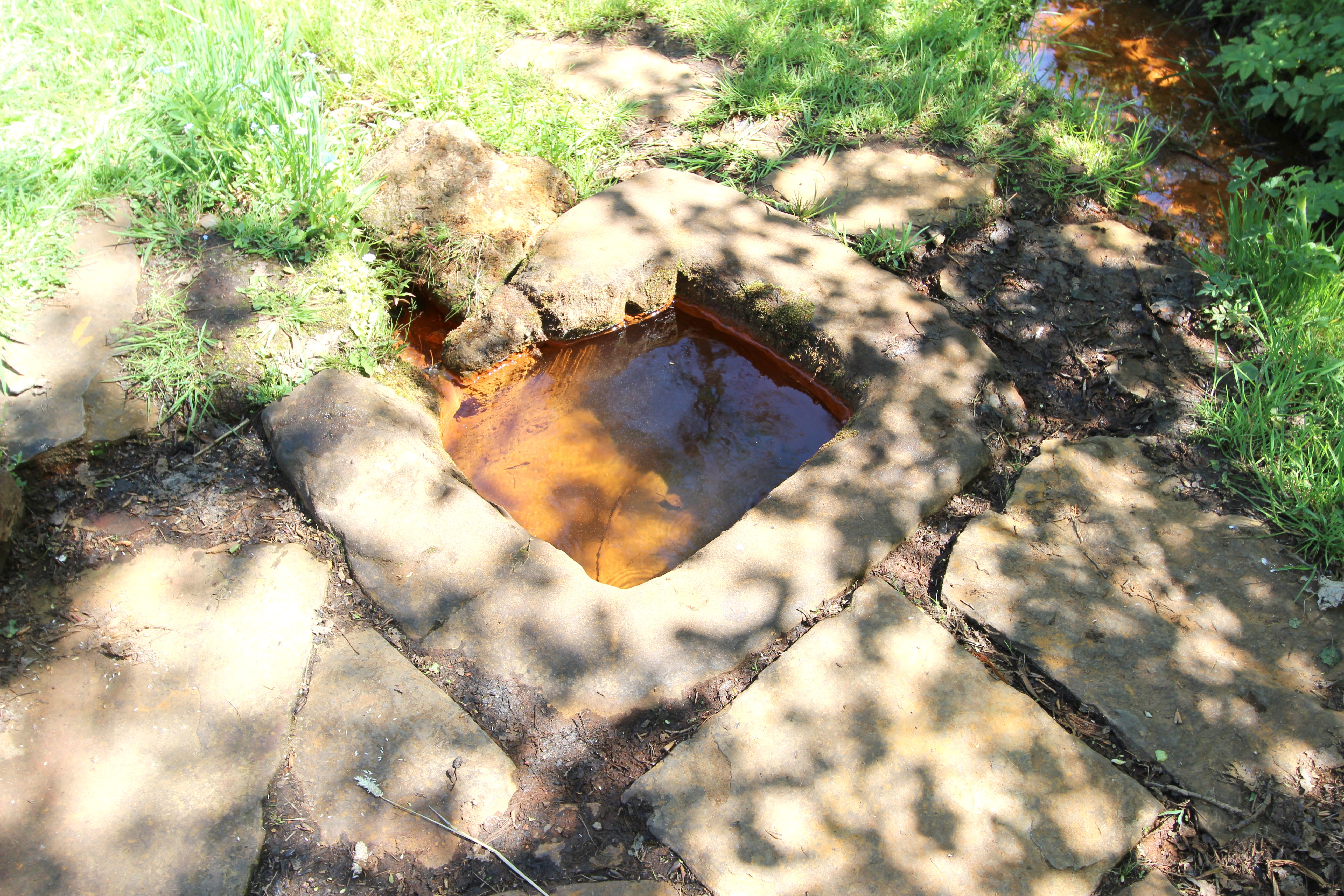
Steffelner Drees (Mineralquelle)

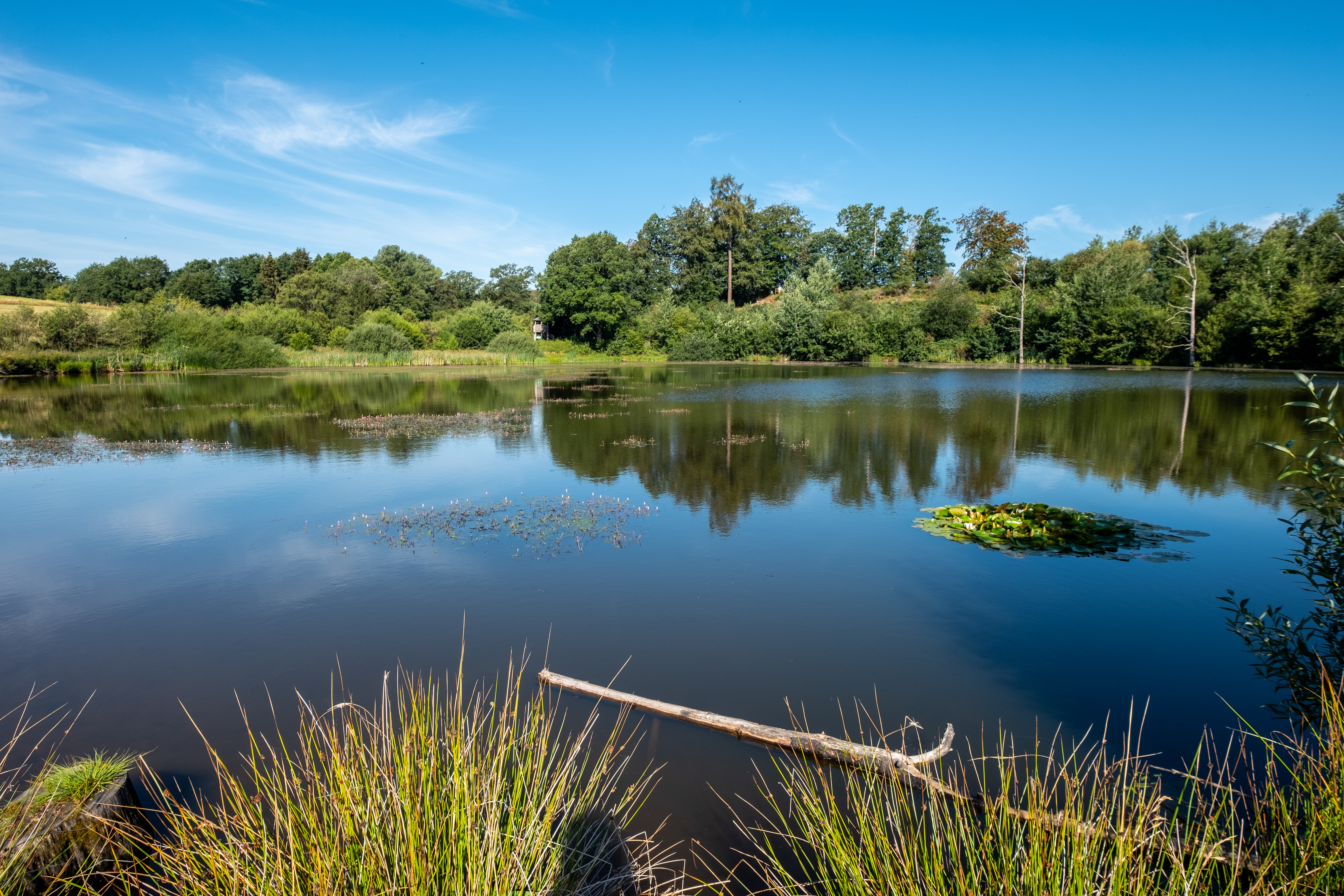
Das Eichholzmaar im Sommer

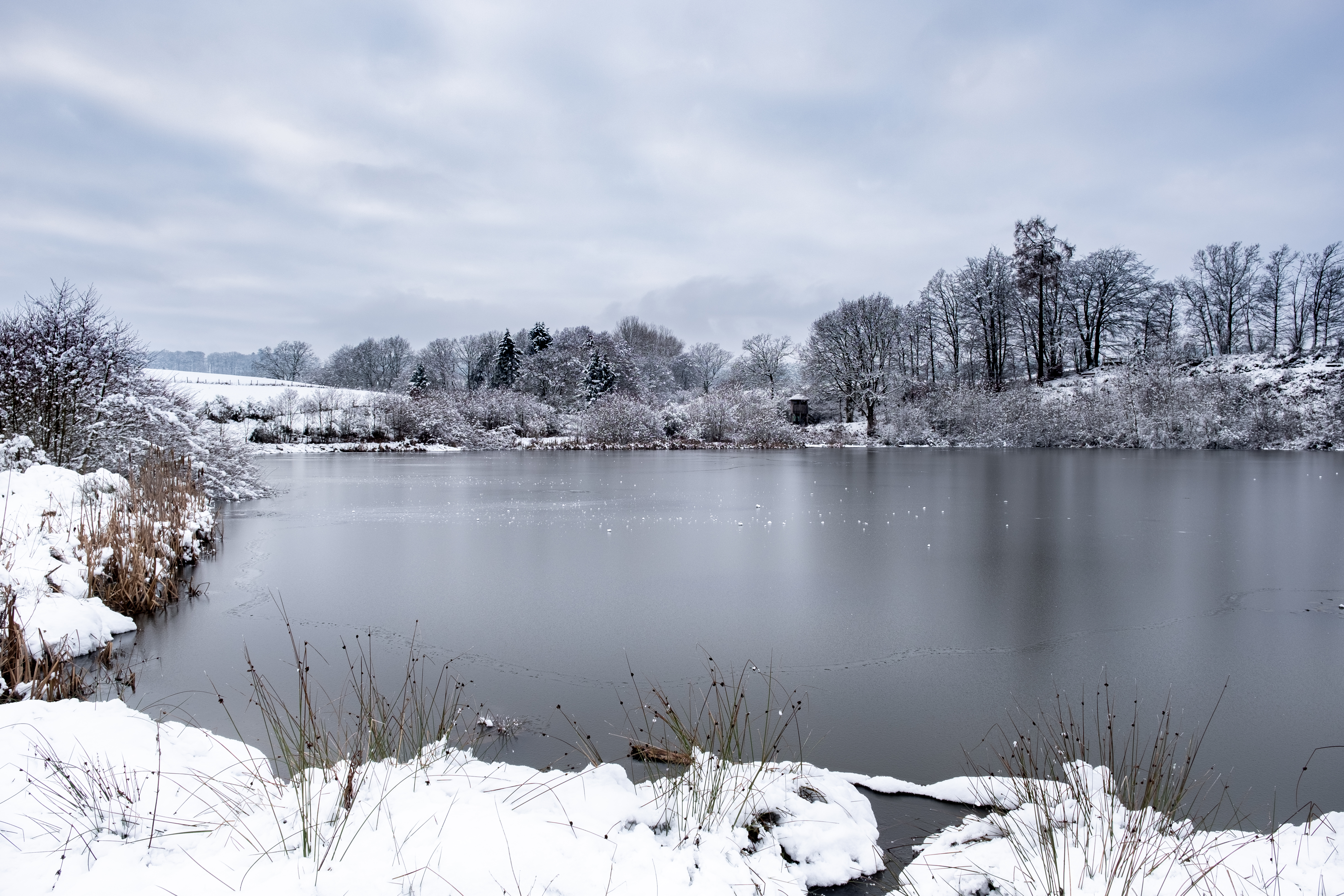
Eichholzmaar im Winter (1/2021)

Das Eichholzmaar ist eines der kleineren Maare in der Vulkaneifel und liegt an der Landstraße zwischen Steffeln und Duppach. Es hat einen Durchmesser von ca. 120 m. Die größte Tiefe liegt bei 3 m.
Gut ist noch die kreisrunde Form des Maarkessels zu sehen. Es liegt genau auf einer geologischen Störung, die hier nordwestlich/südöstlich verläuft.
Zu Anfang des letzten Jahrhunderts hat man das Maar trockengelegt, um Wiesenflächen zu erhalten. Von Spätsommer 2007 bis Frühjahr 2008 wurde eine Renaturierung durchgeführt und die Wasserfläche mit einer Größe von ca. 1,1 ha wiederhergestellt. In nur wenigen Jahren hat sich das Maar zu einem Refugium für seltene Wasservögel und Reptilien entwickelt.
Zwei Mineralquellen sind in unmittelbarer Nähe zu finden: Zirka 300 m bachaufwärts in westlicher Richtung des Eichholzmaares befindet sich die Mineralquelle „Steffelner Drees“ (⊙). Zirka 270 m bachabwärts in östlicher Richtung des Eichholzmaares befindet sich die Mineralquelle „Aueler Drees“ (⊙).
Unter wissenschaftlicher Begleitung der Universitäten von Jena und Frankfurt haben umfangreiche Untersuchungen des Eichholzmaares stattgefunden.
Die Tiefe des Maartrichters wird auf ca. 25 bis 35 m geschätzt. In den Maarsedimenten fand man in ca. 12 m Tiefe vulkanische Sedimente des vor 12.500 Jahren stattgefundenen Laacher See Ausbruchs.
Für Besucher des Maars gibt es die Möglichkeit, von April bis Oktober an den regelmäßigen Mittwochs-Führungen des örtlichen Eifelvereins teilzunehmen. Das Eichholzmaar liegt am Vulkan-Pfad, der Von Jünkerath über Steffeln/Duppach nach Gerolstein führt.